# Mark Bridge
Mark Bridge (7 de novembro de 1985) é um futebolista profissional australiano que atua como meia.

## Carreira
Mark Bridge representou a Seleção Australiana de Futebol, nas Olimpíadas de 2008. 